# ميخوط خيشومي
ميخوط خيشومي (الاسم العلمي:Myxobolus branchialis) هو نوع من المواخط يتبع جنس الميخوط من الفصيلة الميخوطية.